# Grassalkovich Antal (főispán, 1771–1841)

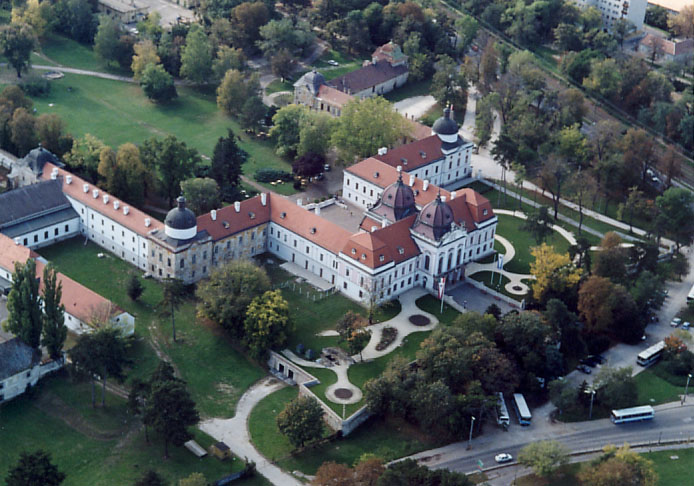
A gödöllői Grassalkovich kastély

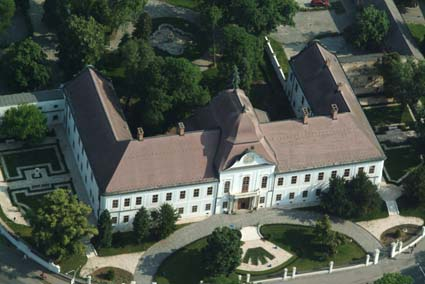
A hatvani Grassalkovich-kastély

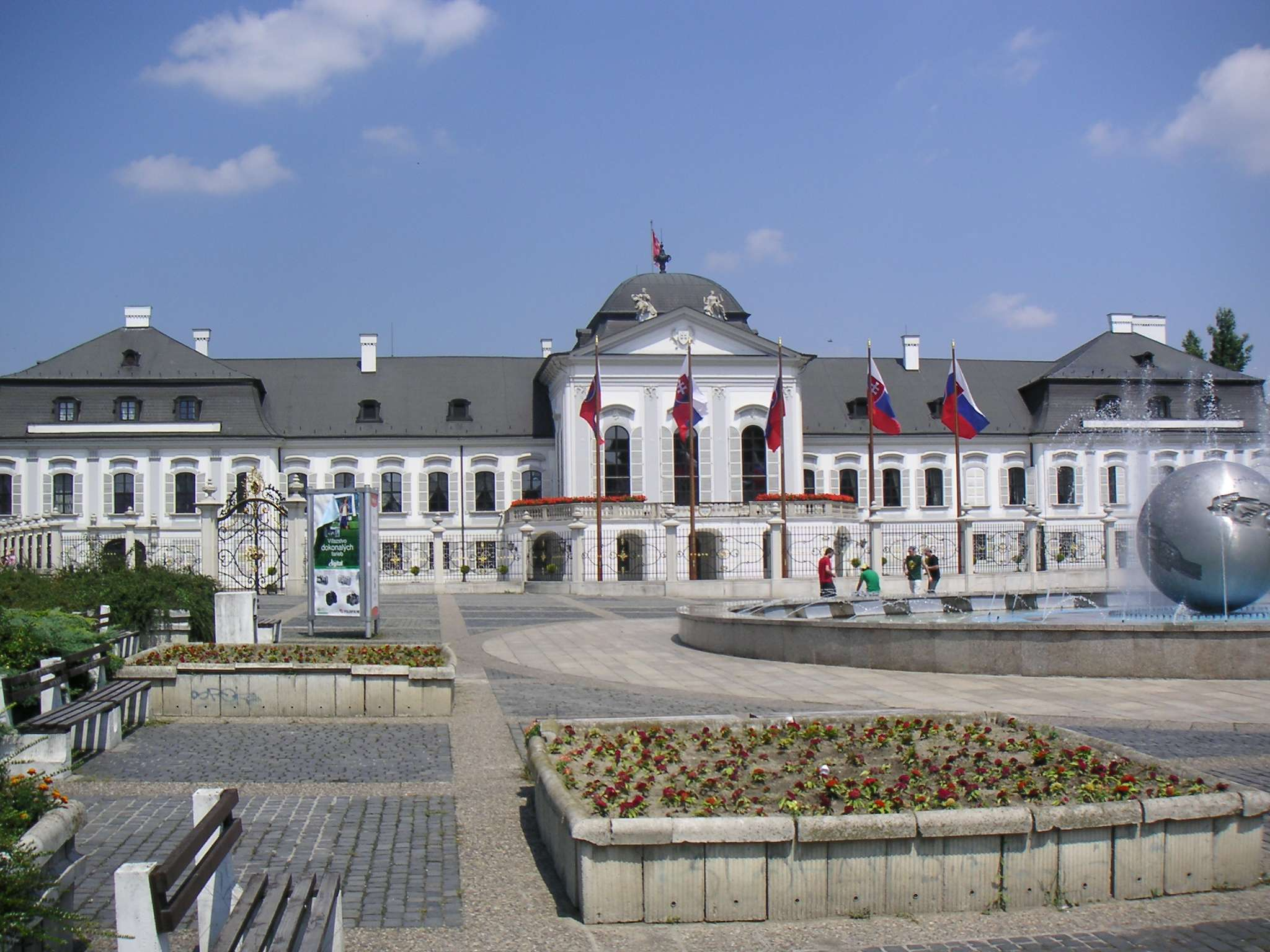
A pozsonyi Grassalkovich-kastély, ahol III. Antal is született

Gyaraki herceg Grassalkovich Antal, gyakori írásmóddal Grassalkovich III. Antal (Pozsony, 1771. szeptember 12. – Gödöllő, 1841. szeptember 29.) birodalmi herceg, királyi kamarás, aranygyapjas vitéz, Csongrád vármegye főispánja.

## Élete
1771-ben született II. Grassalkovich Antal herceg és Esterházy Mária Anna grófnő egyetlen felnőttkort megérő fiúgyermekeként. Édesapja azzal a megkötéssel kapott birodalmi hercegi rangot, hogy csak az elsőszülött fiúgyermek örökölheti a címet. Azonban az elsőszülött fiú, Antal, hétévesen elhalálozott, s így nem maradt hercegi örökös. Később még két fiúgyermek született, de ők is elhaltak. Elkeseredett édesapja az uralkodótól kapott egy lehetőséget: ha a következő gyermek fiú lesz, örökölheti a birodalmi hercegi címet. Így született Grassalkovich Antal tulajdonképpen „már másodszor”. A családi birtokokat rendkívüli adósságokkal terhelten vette át apja halála után. Apja példáját követve Bécsben élt, s Gödöllőre csak 1794-ben látogatott először, vadászatra. Később többször is tartózkodott itt.
1793. július 25-én fiatalon feleségül vette a majdnem 17 éves galántai Esterházy Mária Leopoldina hercegnőt (Bécs, 1776. november 15. – Bécs, 1864. december 21.), Esterházy Pál Antal és gróf monyorókeréki és monoszlói Erdődy Mária Terézia negyedik gyermekét. A gödöllői Grassalkovich-kastélyt ők emelték a kornak megfelelő színvonalra, az északi oldal utolsó szárnya és az új narancsház megépítésével, a franciakertet pedig tájképi kertté, vagyis angolparkká alakították át.
Grassalkovich rendkívül sokat adakozott, még apjánál is inkább. Többek között ő adományozta a Magyar Nemzeti Múzeum és a Nemzeti Színház telkét is, valamint a Magyar Tudományos Akadémiát is nagyvonalúan támogatta. Bőkezűsége miatt azonban 1827-ben fizetésképtelenné vált, majd a hatvani és a gödöllői uradalma zárgondnokság alá került. A zárgondnok Lónyay János volt. Gyermek nélkül halt meg, 1841-ben, gödöllői kastélyában, így unokaöccse, Viczay Mihály gróf lett későbbi örököse. Halála után özvegye nem kívánt a birtokon maradni, sem irányítani azt, inkább visszaköltözött családjához. Bejárta Európa legtöbb táját. Szegényházat és leányiskolát alapított. A máriabesnyői Grassalkovich családi kriptában nyugszik.

## Címei, kitüntetései
- királyi kamarás
- királyi belső titkos tanácsos
- aranygyapjas vitéz
- Szent István-rend nagykeresztje
- Csongrád vármegye főispánja

## Birtokainak későbbi sorsa
Az 1827-ben már zárgondnokság alá került uradalom végnapjait élte. Mivel Antallal a Grassalkovich család kihalt, a birtokok sorsa kérdéses volt. A bécsi kastély és a Schönau an der Triesting-i uradalom magántulajdonba került. Gödöllői és hatvani uradalmait unokaöccse, Viczay Mihály örökölte, de ő nem bírta rettentő adósságait fizetni, így eladta egy bankárnak, báró Sina Györgynek. Később az ő fia, báró Sina Simon birtoka lett, majd egy belga konzorcium tulajdonába került, végül pedig az államosításig az uralkodócsalád birtoka volt.
Abban az időben Erzsébet királyné legkedveltebb magyarországi kastélya lett. Jelenleg a gödöllői kastélyban több múzeum is működik, parkja pedig arborétum. A hatvani kastélyt a belgáktól 1867-ben egy bizonyos Deutsch Ignác vette meg, majd az ő fia, Sándor hozta helyre saját céljaira az épület földszintjét. A kastély a második világháború után teljesen lepusztult, a park nagy részét beépítették (a 2000-es évek elején a kastély külsejét felújították). A pozsonyi birtokok is az uralkodó kezébe kerültek. A világháború, a későbbi államosítás és egyéb perek után a pozsonyi kastély jelenleg a Szlovákia köztársasági elnökének rezidenciája.